# Virus (canción)
«Virus» es una canción de la cantante islandesa Björk. Fue publicada el 9 de agosto de 2011 como el tercer sencillo del álbum Biophilia. Cada canción en el álbum destaca un tema relacionado con la naturaleza. En "Virus" Björk explora "relaciones fatales" tal como la relación entre un virus y una célula, así como Björk expresó en una entrevista "Es como una historia de amor entre una célula y un virus. Y claramente, el virus ama tanto a la célula, que la destruye."